# F1 2002
《F1 2002》是美商藝電於2002年發行的競速遊戲，對應Xbox、Microsoft Windows、PlayStation 2、任天堂GameCube和Game Boy Advance。遊戲改編自2002年世界一级方程式锦标赛。

## 評價
《F1 2002》獲GameSpot網站2002年6月「月度電腦遊戲」之亞軍。遊戲還獲得該網站年度年度「最佳電腦競速遊戲」和「最佳GameCube競速遊戲」亞軍。